# مکانیک (رسته)

رسته مکانیک ارتش جمهوری اسلامی ایران

رسته مکانیک از جمله رسته‌های لجیستیکی نیروی زمینی می‌باشد که پرسنل پایور (کارمندان، افسران، درجه داران) رسته مکانیک در تعمیرگاه‌های مکانیکی گردان‌ها سازماندهی شده و همچنین اسلحه‌دارهای یگان‌ها نیز درجه‌داران رسته مکانیک می‌باشند. کارکنان رسته مکانیک در قالب گروهان‌های ارکان گردان‌ها و گروهان‌های تعمیر و نگهداری گردان‌های پشتیبانی سازماندهی می‌شوند.
این رسته در نیروی هوایی نیز به عنوان رسته ی تعمیر و نگهداری هواپیما یا هوافضا شناخته می شود